# تور لوند
تور لوند (بالنرويجية: Tor Lund)‏ (و. 1888 – 1972 م) هو لاعب جمباز فني نرويجي، ولد في برغن، شارك في الألعاب الأولمبية الصيفية 1912، توفي في برغن، عن عمر يناهز 84 عاماً.

## روابط خارجية
- تور لوند على موقع أوليمبيديا (الإنجليزية)